# Wolfram Gambke
Wolfram Gambke (* 2. November 1959 in Pinneberg) ist ein ehemaliger deutscher Leichtathlet und Olympiateilnehmer, der – für die Bundesrepublik Deutschland startend – 1984 Olympiavierter im Speerwurf wurde.
Von den acht erstplatzierten Speerwerfern bei den Weltmeisterschaften 1983 fehlten bei den Olympischen Spielen 1984 in Los Angeles vier Werfer wegen des Olympiaboykotts der Warschauer-Pakt-Staaten. Ein weiterer, der amtierende Deutsche Meister Klaus Tafelmeier, schied in der Qualifikation aus, zwei Werfer belegten die Plätze neun und zehn. Nur der Schwede Kenth Eldebrink, Sechster bei den Weltmeisterschaften im Vorjahr, kam von den Favoriten durch und gewann die Bronzemedaille. Mit 82,46 m lag der Deutsche Vizemeister Wolfram Gambke auf dem vierten Platz 1,26 Meter hinter Eldebrink und wurde in seinem ersten großen internationalen Wettkampf Olympiavierter.
Zwei Jahre später fuhr Gambke als amtierender Deutscher Meister zu den Europameisterschaften 1986 nach Stuttgart. Mit dem neuen Speer erreichte er 79,88 m und belegte den sechsten Platz, der Deutsche Vizemeister Klaus Tafelmeier gewann den Titel des Europameisters.
Wolfram Gambke konnte sich von 1980 bis 1988 unter den besten fünf bei den Deutschen Meisterschaften platzieren. 1981 wurde er Zweiter hinter Helmut Schreiber, 1984 und 1985 wurde Gambke Zweiter hinter Tafelmeier. Seinen einzigen Meistertitel gewann er 1986. Im selben Jahre wurde er auch deutscher Hochschulmeister. Dreimal nahm Gambke an der Universiade teil, 1985 gewann er dort die Silbermedaille. Wolfram Gambke gehörte der LG Wedel-Pinneberg an. In seiner aktiven Zeit war er 1,80 m groß und wog 82 kg.
Wolfram Gambke lebt heute noch in Pinneberg, er ist bei einer Tochtergesellschaft der örtlichen Arbeiterwohlfahrt tätig.

## Bestweiten
- alter Speer: 85,90 m (1984)
- neuer Speer: 81,30 m (1986)

Erläuterung: Nachdem 1985 Uwe Hohn den alten Speer über 100 Meter weit geworfen hatte, wurde ab 1986 ein neuer Speer obligatorisch, der veränderte Wurfeigenschaften hatte.